# Senior rådgivare
Senior rådgivare eller senior advisor är en titel som används inom politik- och företagsvärlden. Ofta rör det sig om en äldre person med lång erfarenhet som haft en hög tjänst eller ämbete, exempelvis en VD, som efter att ha stigit ned från tjänsten, under en tid blir rådgivare åt ledningen.
I USA har presidenten rådgivare med den formella titeln Assistant to the President, där titeln refererar till högt uppsatta rådgivare i presidentkansliet. Exempel på dessa är Vita husets stabschef och säkerhetsrådgivaren.